# Montbizot
Montbizot est une commune française, située dans le département de la Sarthe en région Pays de la Loire, peuplée de 1 833 habitants (les Montbizotins).
La commune fait partie de la province historique du Maine, et se situe dans le Haut-Maine (Maine roux).

## Géographie

### Communes limitrophes
|                                            | Teillé               | Ballon               |
| Sainte-Jamme-sur-Sarthe, Saint-Jean-d'Assé | Montbizot            | Souligné-sous-Ballon |
|                                            | Souillé, La Guierche |                      |

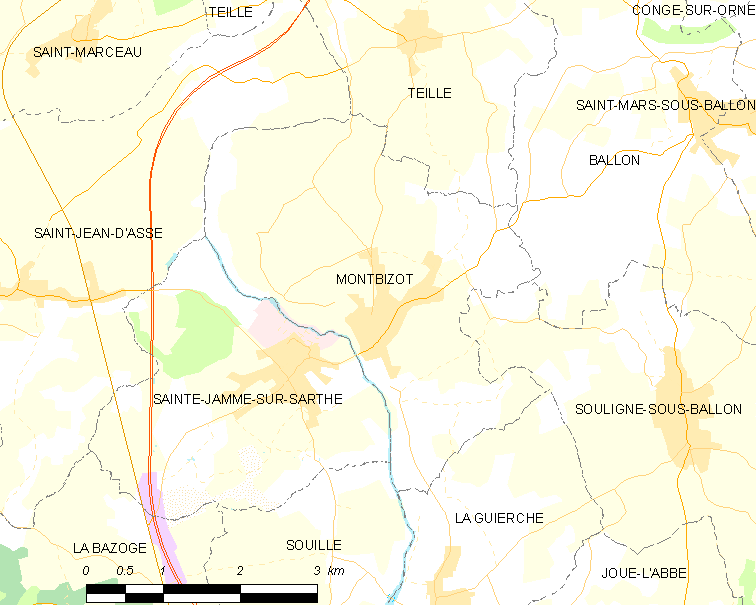
Carte de la commune.
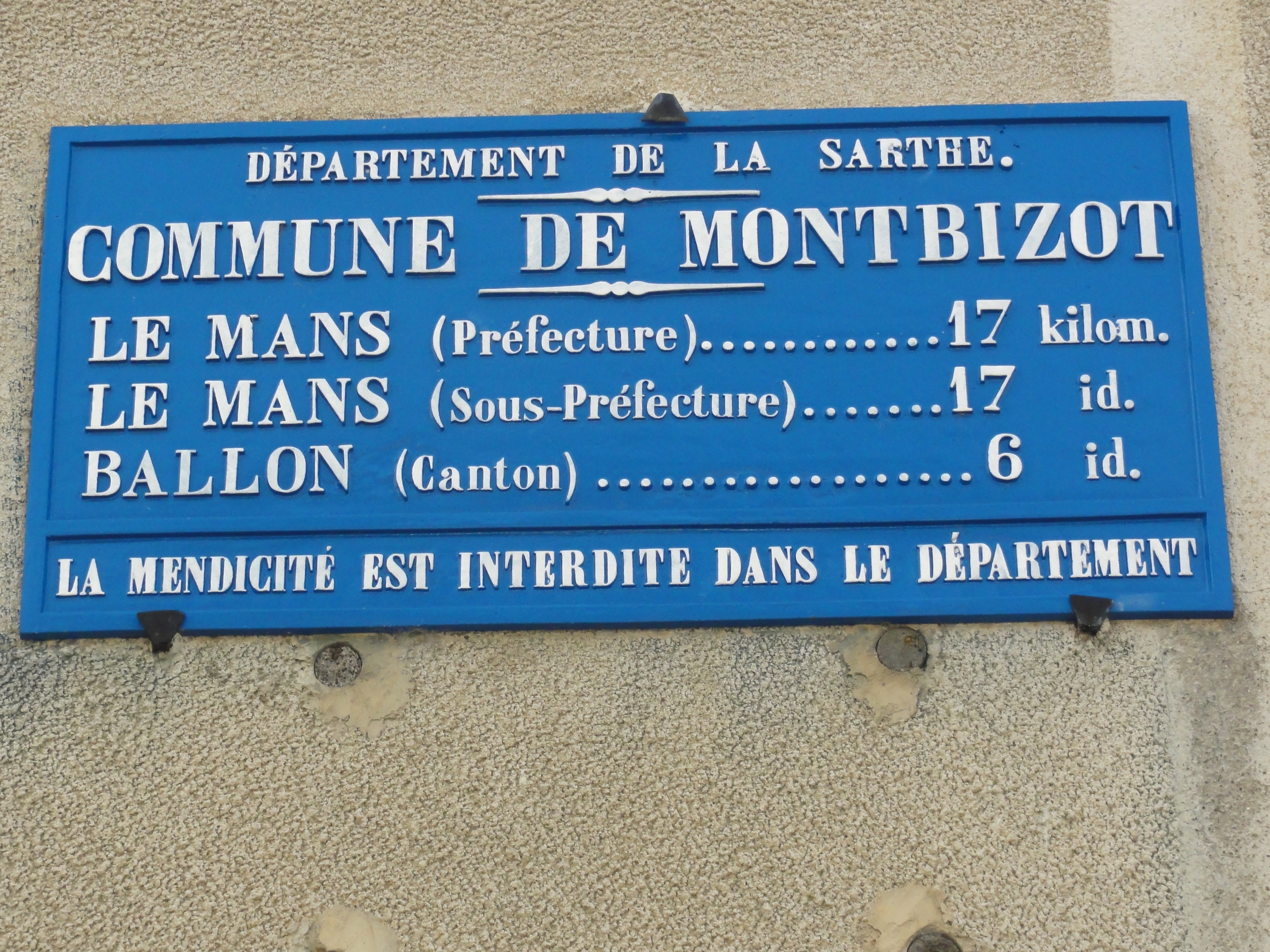
Plaque de cocher.
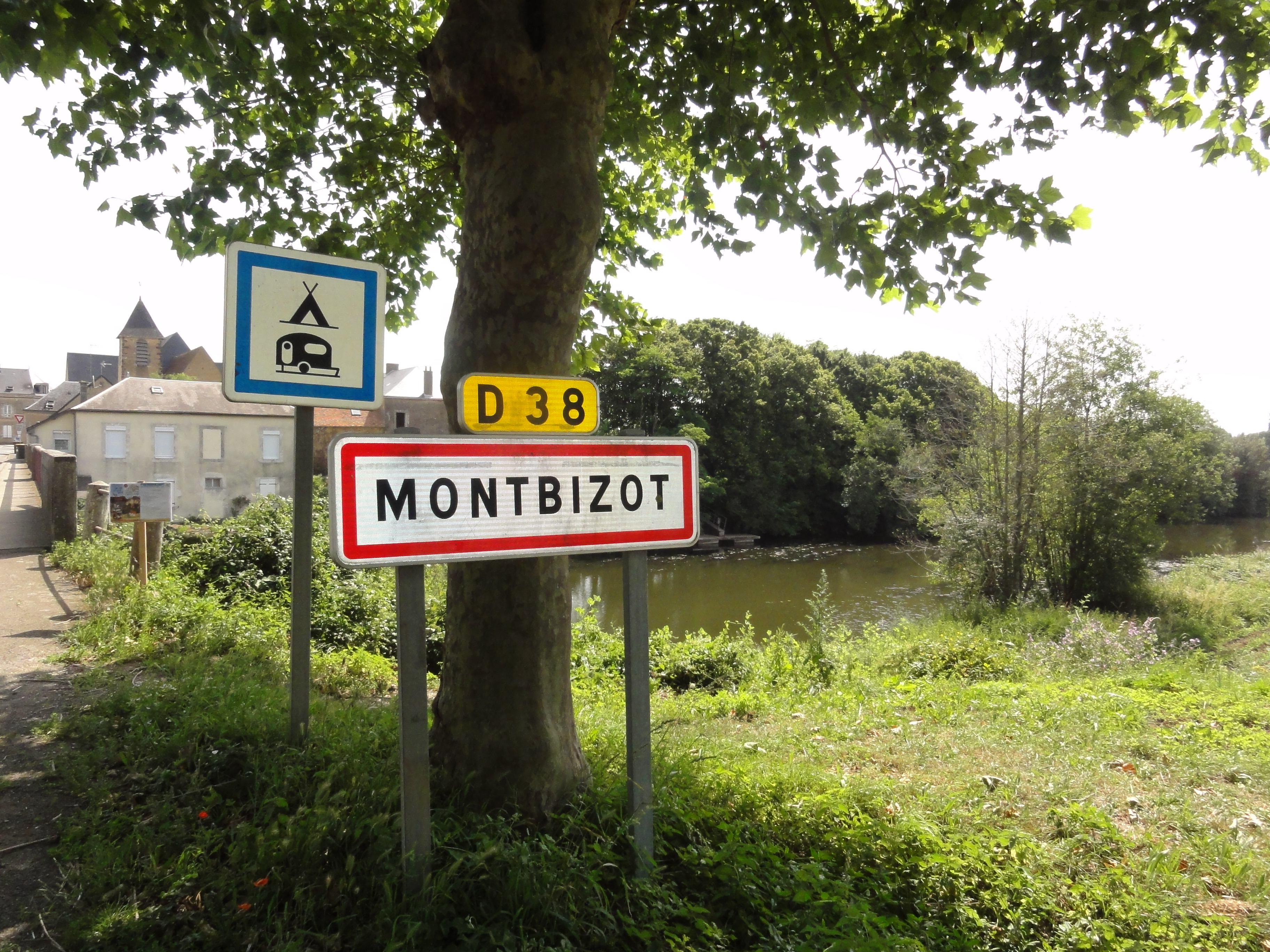
La Sarthe à l'entrée de Montbizot.
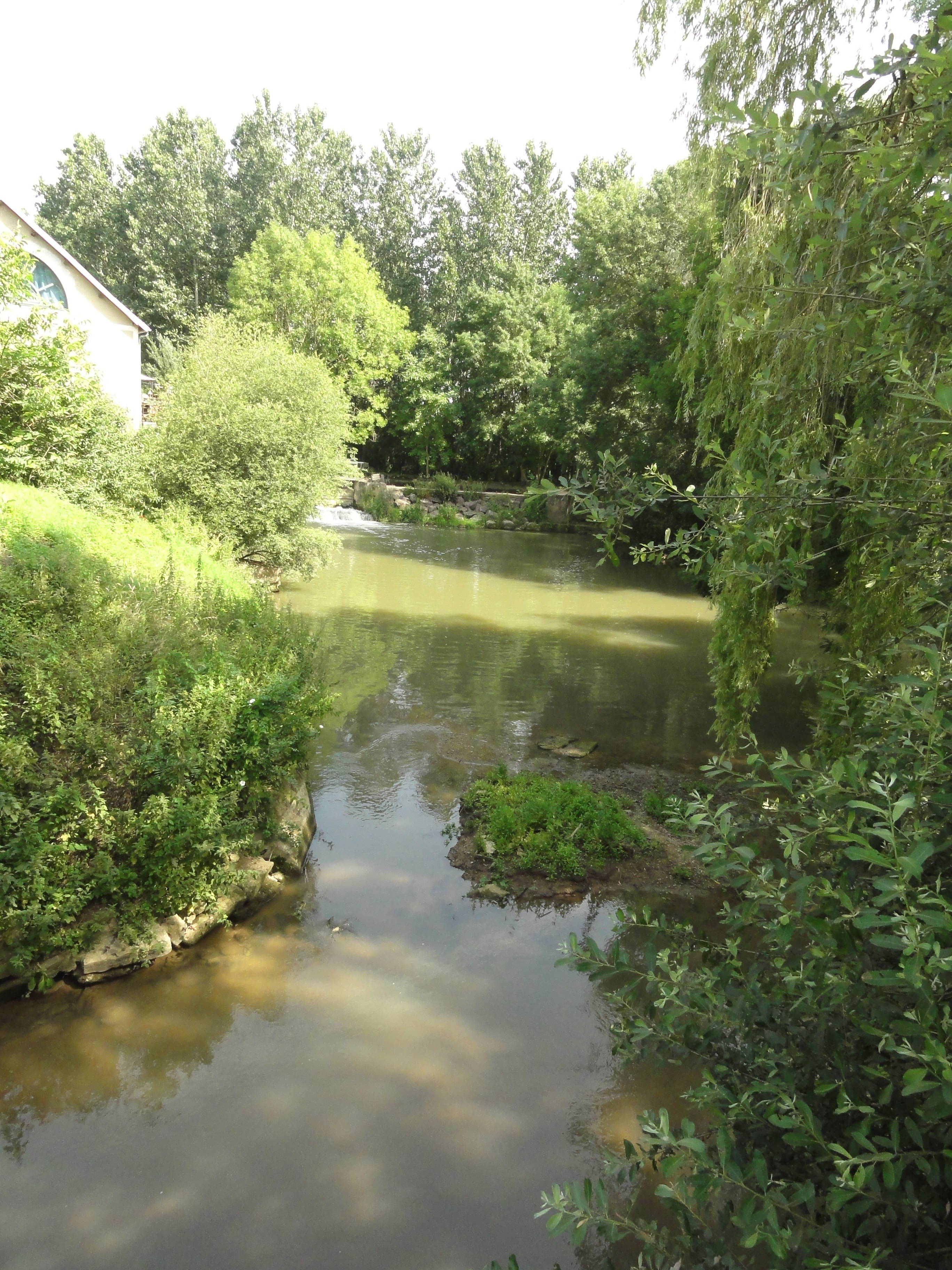
L'Orne saosnoise.

### Climat
Pour des articles plus généraux, voir Climat des Pays de la Loire et Climat de la Sarthe.
En 2010, le climat de la commune est de type climat océanique dégradé des plaines du Centre et du Nord, selon une étude du CNRS s'appuyant sur une série de données couvrant la période 1971-2000. En 2020, Météo-France publie une typologie des climats de la France métropolitaine dans laquelle la commune est dans une zone de transition entre le climat océanique et le climat océanique altéré et est dans la région climatique  Moyenne vallée de la Loire, caractérisée par une bonne insolation (1 850 h/an) et un été peu pluvieux. 
Pour la période 1971-2000, la température annuelle moyenne est de 11,2 °C, avec une amplitude thermique annuelle de 13,9 °C. Le cumul annuel moyen de précipitations est de 700 mm, avec 11,7 jours de précipitations en janvier et 7 jours en juillet. Pour la période 1991-2020, la température moyenne annuelle observée sur la station météorologique de Météo-France la plus proche, « Marolles Les Braults », sur la commune de Marolles-les-Braults à 14 km à vol d'oiseau, est de 11,8 °C et le cumul annuel moyen de précipitations est de 702,5 mm,. Pour l'avenir, les paramètres climatiques de la commune estimés pour 2050 selon différents scénarios d'émission de gaz à effet de serre sont consultables sur un site dédié publié par Météo-France en novembre 2022.

## Urbanisme

### Typologie
Au 1er janvier 2024, Montbizot est catégorisée bourg rural, selon la nouvelle grille communale de densité à sept niveaux définie par l'Insee en 2022.
Elle appartient à l'unité urbaine de Sainte-Jamme-sur-Sarthe, une agglomération intra-départementale regroupant deux  communes, dont elle est une commune de la banlieue,,. Par ailleurs la commune fait partie de l'aire d'attraction du Mans, dont elle est une commune de la couronne,. Cette aire, qui regroupe 144 communes, est catégorisée dans les aires de 200 000 à moins de 700 000 habitants,.

### Occupation des sols
L'occupation des sols de la commune, telle qu'elle ressort de la base de données européenne d’occupation biophysique des sols Corine Land Cover (CLC), est marquée par l'importance des territoires agricoles (89,6 % en 2018), en diminution par rapport à 1990 (93,2 %). La répartition détaillée en 2018 est la suivante : 
terres arables (60,9 %), prairies (28,8 %), zones urbanisées (10,3 %). L'évolution de l’occupation des sols de la commune et de ses infrastructures peut être observée sur les différentes représentations cartographiques du territoire : la carte de Cassini (XVIIIe siècle), la carte d'état-major (1820-1866) et les cartes ou photos aériennes de l'IGN pour la période actuelle (1950 à aujourd'hui).

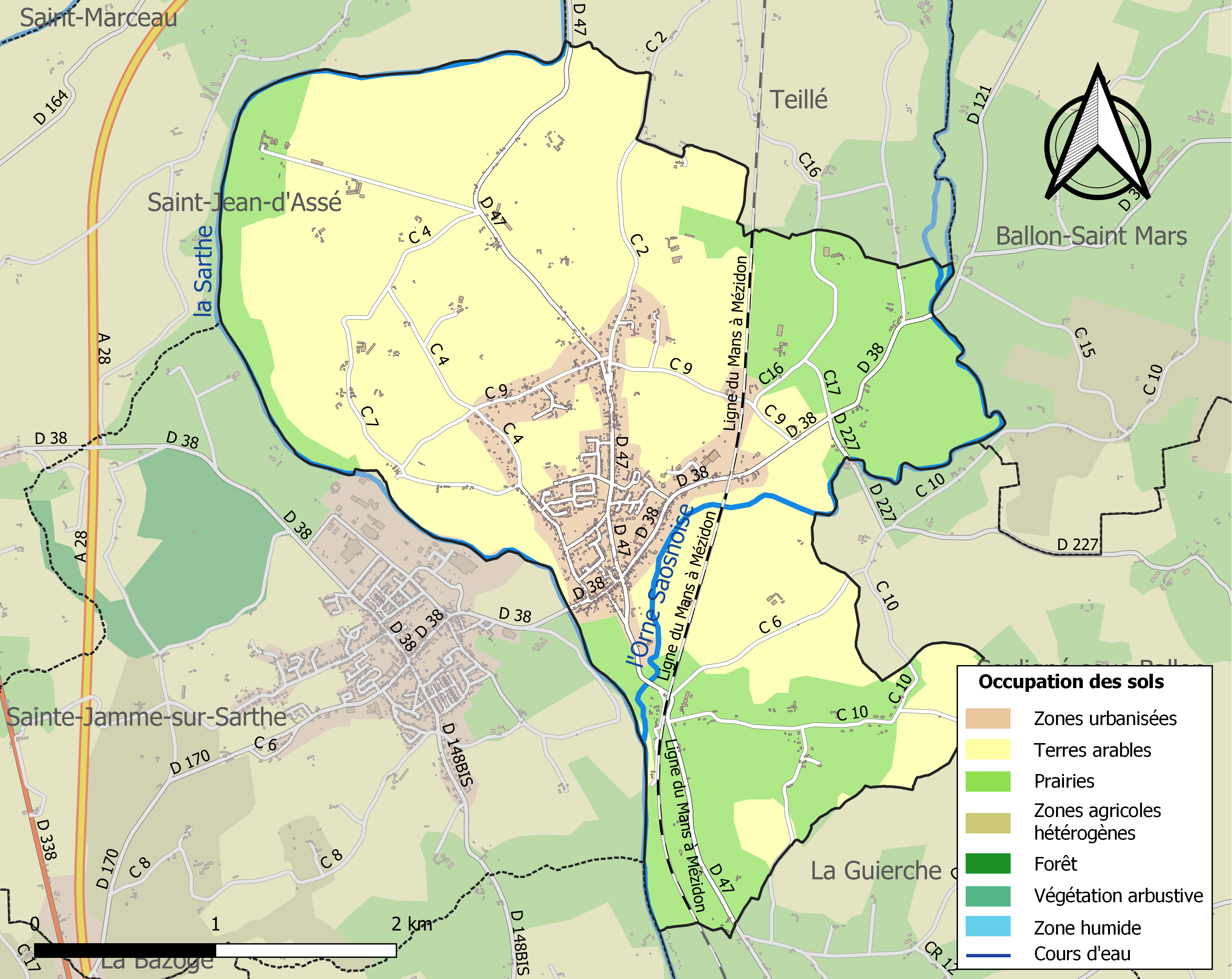
Carte des infrastructures et de l'occupation des sols de la commune en 2018 (CLC).

## Toponymie
Le toponyme de Montbizot peut être découpé de la manière suivante : Mont (Mont), bi (Bis) et zot (Eaux). Le nom de la commune signifie donc le mont entre deux eaux. Il peut s'expliquer par la localisation de la commune qui est encerclée par l'Orne saosnoise à l'est et la Sarthe à l'ouest.

## Histoire
La Carte de Cassini datant du XVIIIe siècle montre la situation isolée de la commune de Montbizot par rapport à la commune voisine de Sainte Gemme (aujourd'hui Sainte-Jamme-sur-Sarthe). Montbizot était alors reliée par le sud à la commune voisine de La Guierche grâce au pont bâti sur l'Orne saosnoise au XVe siècle. Cette situation demeure durant la première moitié du XIXe siècle comme l'atteste la carte d'État-major (1820-1866) jusqu'à la construction du pont Napoléon sur la Sarthe qui permettra de relier Montbizot à Sainte-Jamme-sur-Sarthe. 
Le 31 décembre 1870 le ballon monté Armée-de-La-Loire s'envole de la gare du Nord à Paris alors assiégé par les prussiens et termine sa course à Montbizot après avoir parcouru 231 kilomètres.

## Politique et administration
| Période   | Période   | Identité                        | Étiquette | Qualité                 |
| --------- | --------- | ------------------------------- | --------- | ----------------------- |
| 1898      |           | Constant-Jules Paillard-Ducléré |           |                         |
| 1960      | 1977      | Louis Rouzay                    |           |                         |
| 1977      | 1983      | Claude Jullemier                | PCF       |                         |
| 1983      | mars 2001 | Gérard Séchet                   |           |                         |
| mars 2001 | mars 2008 | Jacques Bourbon                 |           |                         |
| mars 2008 | En cours  | Alain Besnier                   | PCF       | Administrateur de vente |

## Démographie
L'évolution du nombre d'habitants est connue à travers les recensements de la population effectués dans la commune depuis 1793. Pour les communes de moins de 10 000 habitants, une enquête de recensement portant sur toute la population est réalisée tous les cinq ans, les populations de référence des années intermédiaires étant quant à elles estimées par interpolation ou extrapolation. Pour la commune, le premier recensement exhaustif entrant dans le cadre du nouveau dispositif a été réalisé en 2008.
En 2022, la commune comptait 1 833 habitants, en évolution de +1,16 % par rapport à 2016 (Sarthe : −0,25 %, France hors Mayotte : +2,11 %).
| 1793 | 1800 | 1806 | 1821  | 1831  | 1836 | 1841 | 1846 | 1851 |
| ---- | ---- | ---- | ----- | ----- | ---- | ---- | ---- | ---- |
| 800  | 915  | 981  | 1 104 | 1 117 | 960  | 950  | 932  | 917  |

| 1856 | 1861 | 1866 | 1872 | 1876 | 1881  | 1886 | 1891 | 1896  |
| ---- | ---- | ---- | ---- | ---- | ----- | ---- | ---- | ----- |
| 927  | 940  | 913  | 857  | 941  | 1 023 | 988  | 990  | 1 010 |

| 1901  | 1906  | 1911  | 1921  | 1926  | 1931  | 1936  | 1946  | 1954  |
| ----- | ----- | ----- | ----- | ----- | ----- | ----- | ----- | ----- |
| 1 097 | 1 135 | 1 132 | 1 167 | 1 172 | 1 203 | 1 121 | 1 149 | 1 143 |

| 1962  | 1968  | 1975  | 1982  | 1990  | 1999  | 2006  | 2008  | 2013  |
| ----- | ----- | ----- | ----- | ----- | ----- | ----- | ----- | ----- |
| 1 298 | 1 407 | 1 273 | 1 158 | 1 076 | 1 161 | 1 528 | 1 630 | 1 786 |

| 2018  | 2022  | - | - | - | - | - | - | - |
| ----- | ----- | - | - | - | - | - | - | - |
| 1 794 | 1 833 | - | - | - | - | - | - | - |

## Économie
- Présence d'une zone industrielle.
- Camping municipal (deux étoiles).

## Enseignement

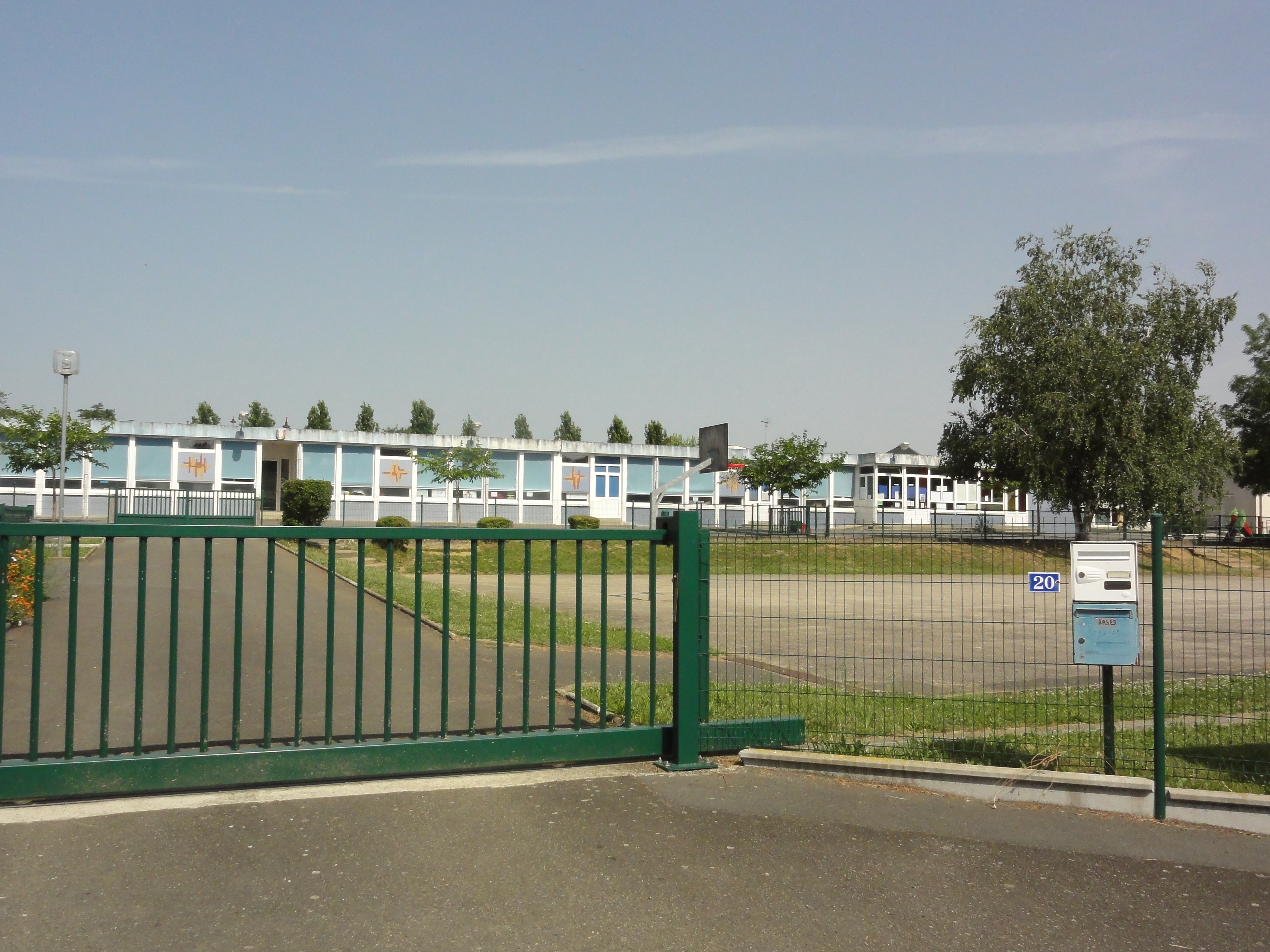
L'école

- École, cantine scolaire et accueil périscolaire[24].

## Vie associative, culturelle et sportive
- Centre de loisirs[25].
- Maison des jeunes et de la culture (MJC).
- Salle polyvalente, 120 places.
- Salle du Pont d'Orne, 50 places.
- Deux salles de Musique, une salle multi-activités

### Activité et manifestations
- Jeudi de l'Ascension : marché du terroir.
- Comice agricole fin août - début septembre.

## Lieux et monuments
- Église Saint-Ouen-et-Saint-Barthélemy du XVIe siècle.
- Monument aux morts.
- Manoir de la Chanterie du XVIe siècle.
- Pont sur l'Orne saosnoise du XVe siècle, sept arches en dos d'âne.
- Pont Napoléon de 1865 sur la Sarthe.
- Gare de 1858.
- La mairie et ancienne école de garçons, de 1868.
- Le Château de Maulny du XIXe siècle est rasé dans les années 1975-1980.

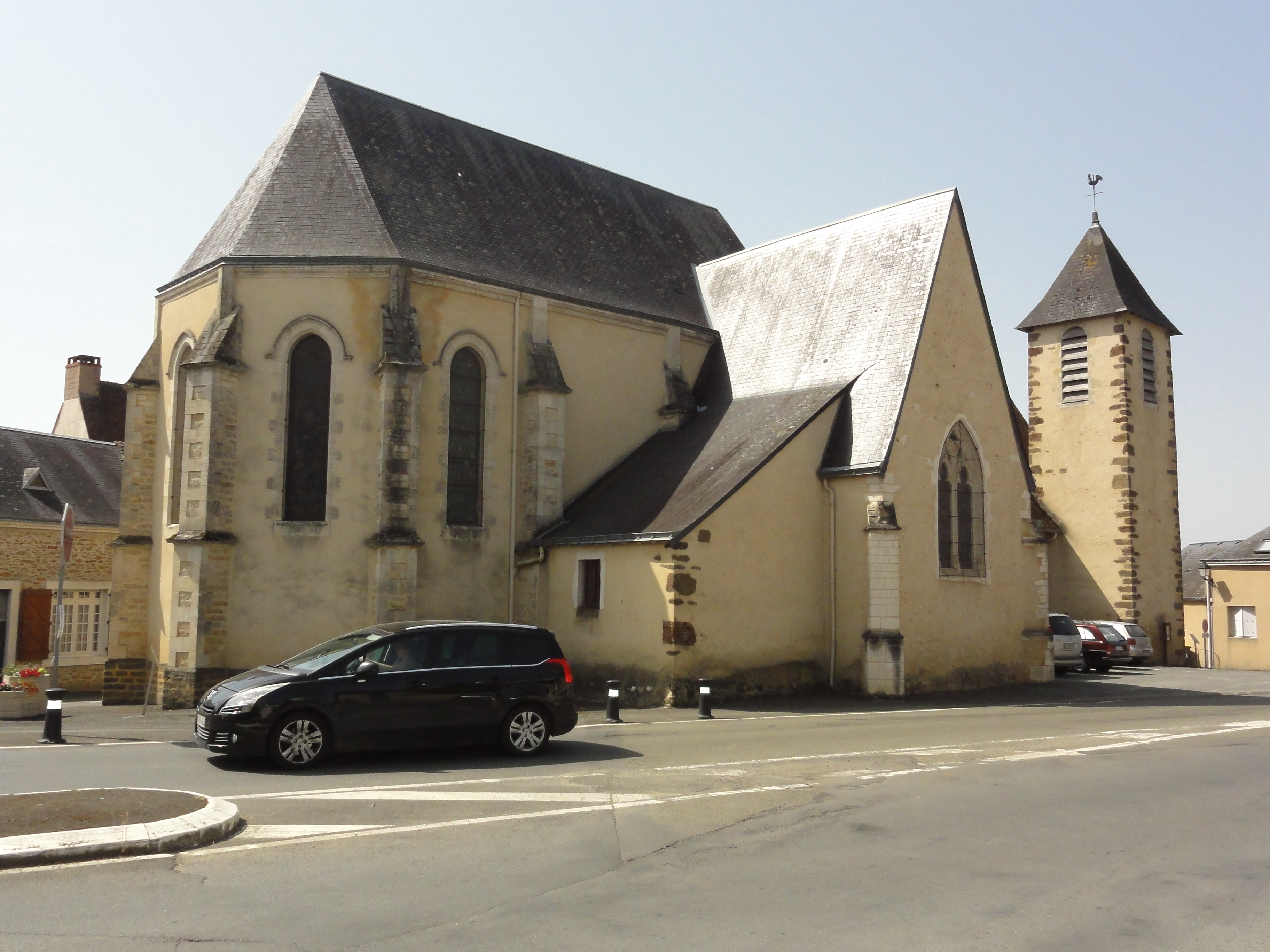
L'église Saint-Ouen-et-Saint-Barthélemy
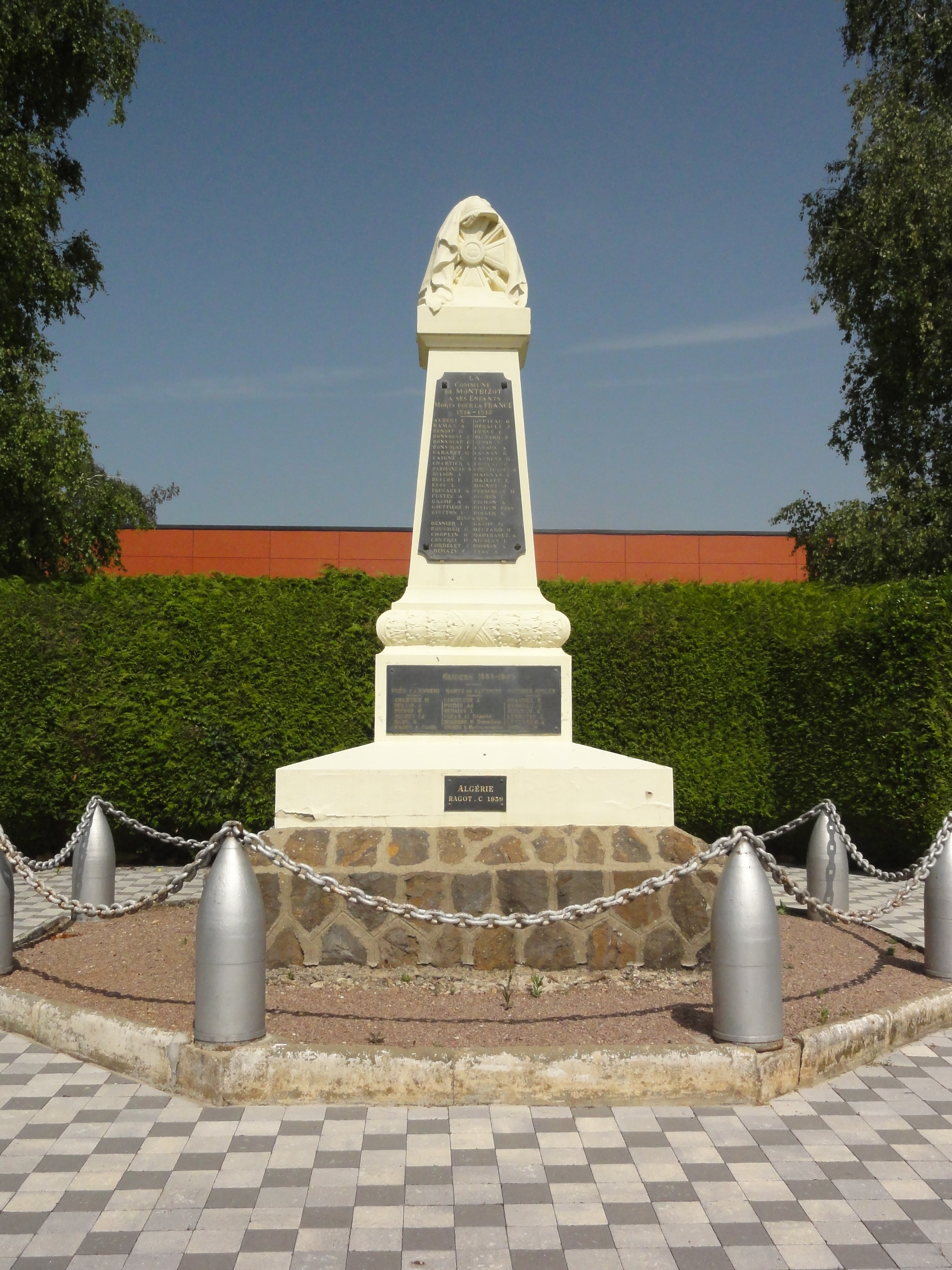
Le monument aux morts.
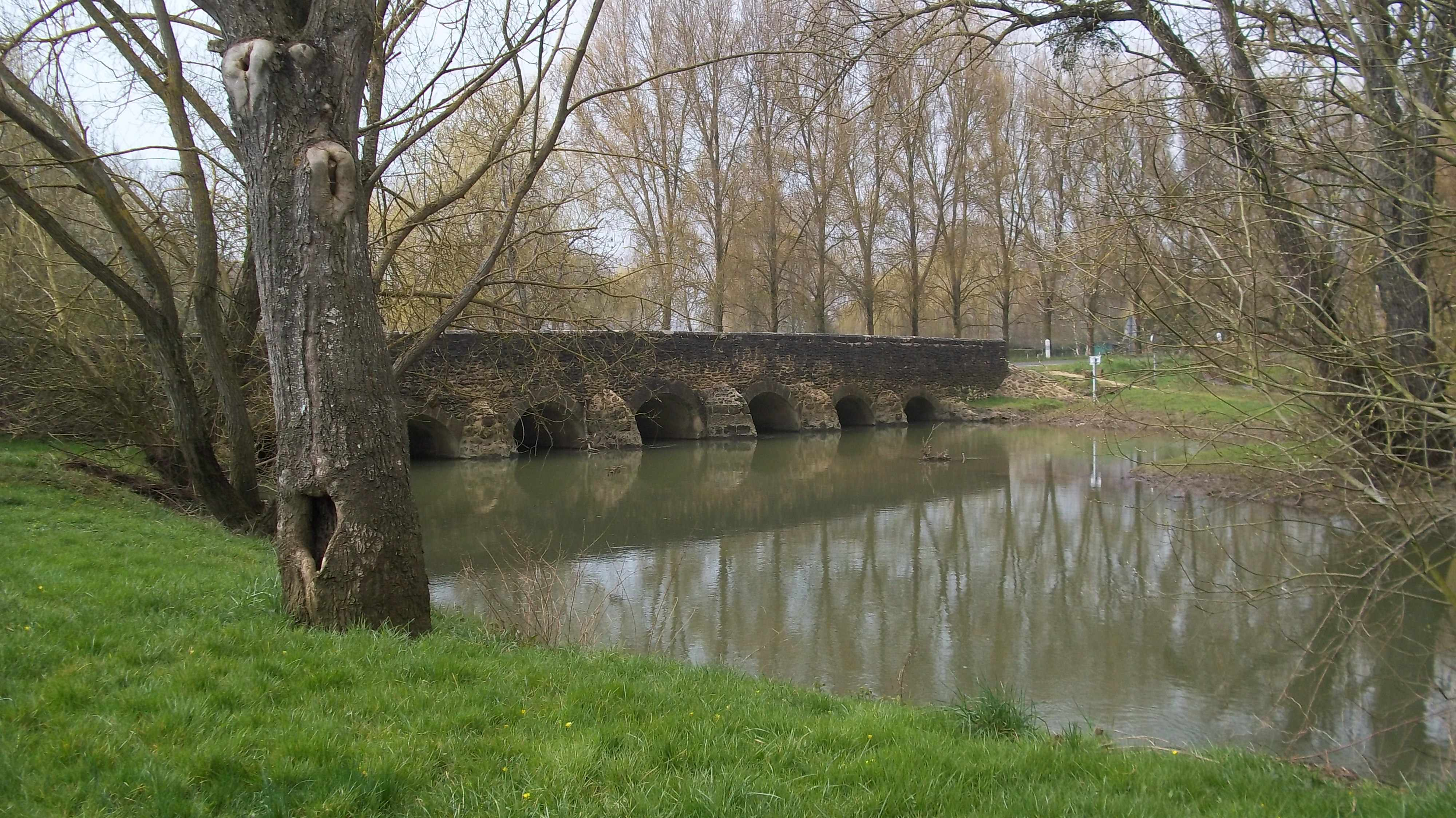
Le pont sur l'Orne saosnoise.
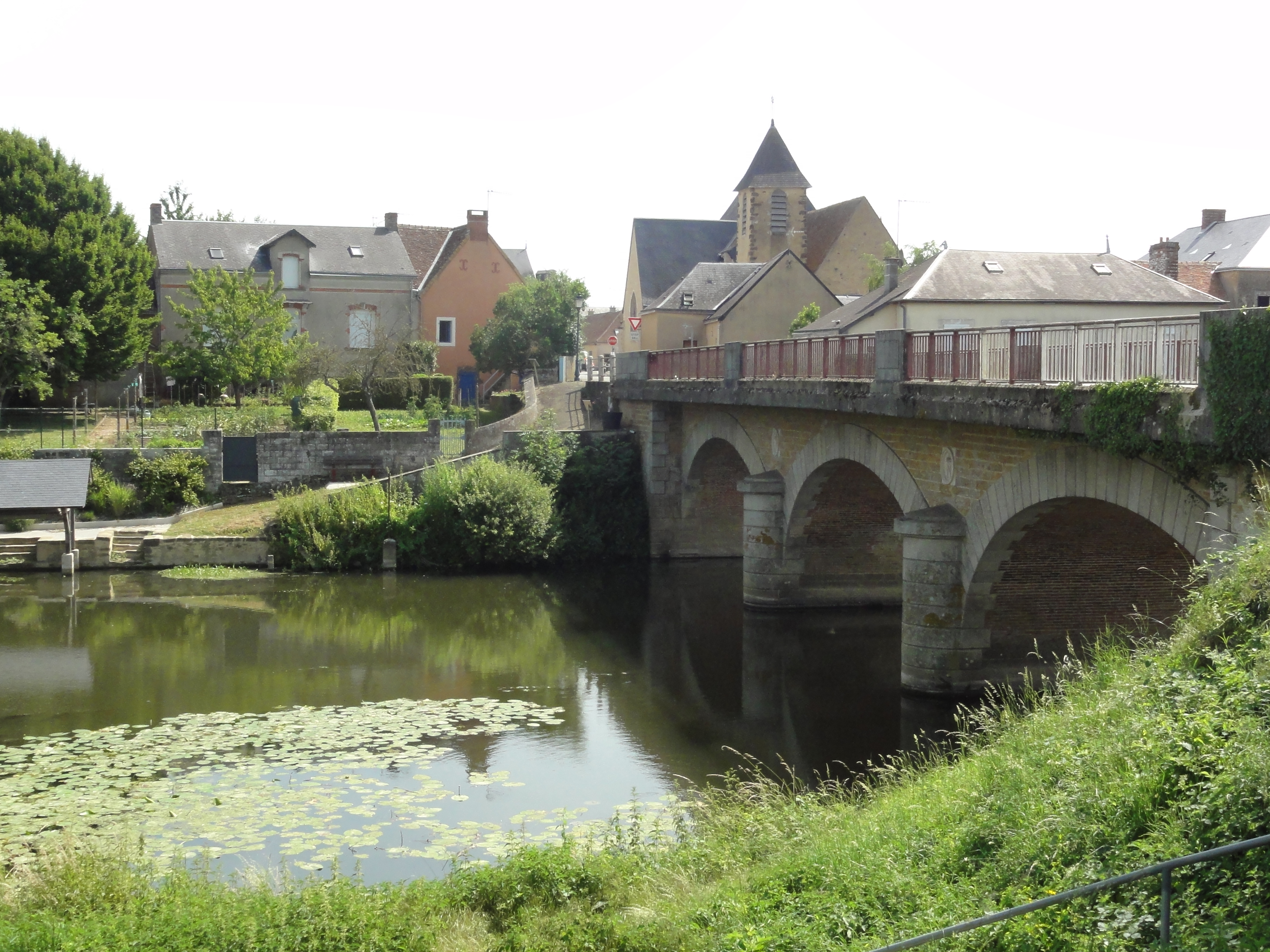
Le pont Napoléon sur la Sarthe.
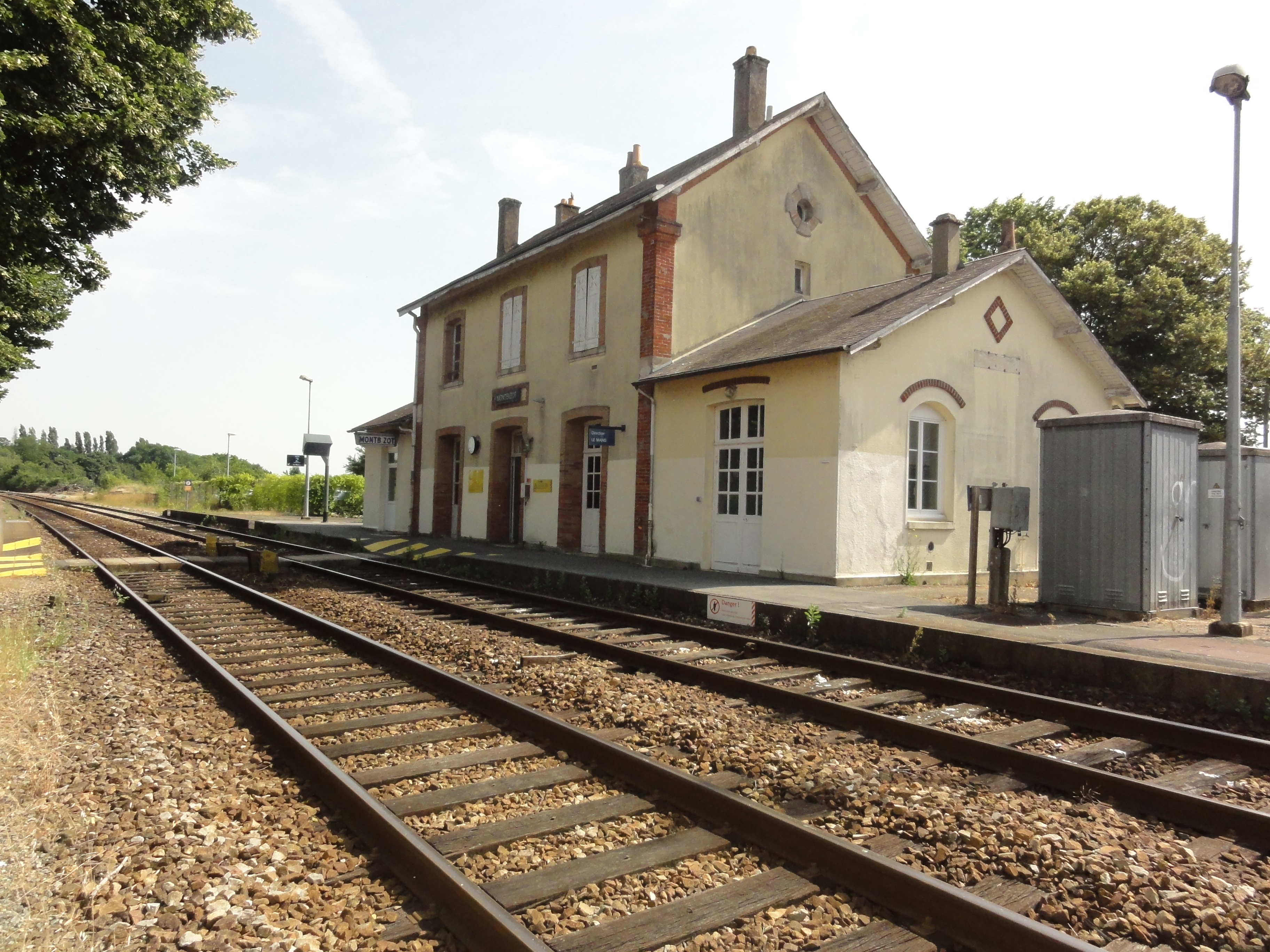
La gare de Montbizot.
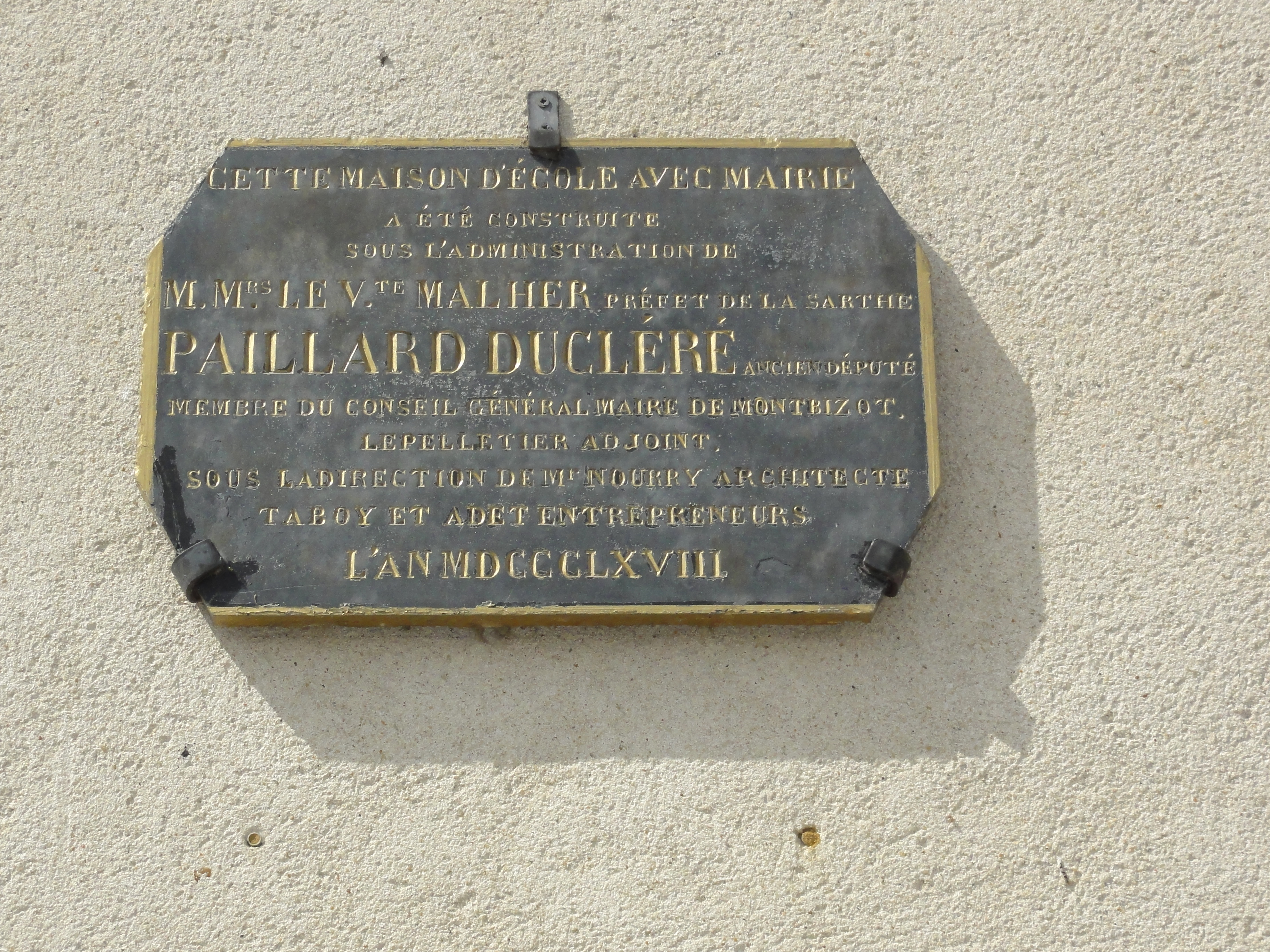
La plaque de 1868 sur la mairie.